# Zeeslag bij Kaap Sint-Vincent (1797)
De Zeeslag bij Kaap Sint-Vincent was een zeeslag op 14 februari 1797 bij Kaap Sint-Vincent (Zuidwest-Portugal) waarbij een Britse vloot een veel grotere Spaanse vloot versloeg. Door deze Britse overwinning viel de dreiging van een Frans-Spaanse invasie van Groot-Brittannië weg.
Horatio Nelson, die acht jaar later de Spanjaarden beslissend zou verslaan in de Zeeslag bij Trafalgar, speelde ook een belangrijke rol in deze zeeslag.

## Achtergrond
Door het Spaanse bondgenootschap met Frankrijk en de Spaanse oorlogsverklaring aan Groot-Brittannië en Portugal in 1796 werden de Britten op de Middellandse Zee in het nauw gedreven, aangezien hun vloot kleiner was dan de gecombineerde Spaans-Franse vloot. De Britten hadden 15 linieschepen in de Middellandse Zee, tegen 38 Spaanse en Franse linieschepen. Hierdoor waren de Britten gedwongen zich terug te trekken uit hun posities op Corsica en Elba.
Begin 1797 vertrokken de 27 Spaanse linieschepen in de Middellandse Zee, onder bevel van José de Córdoba, vanuit Cartagena naar Cádiz om een handelsvloot te escorteren. Door een sterke Levanter-wind tussen Cádiz en Gibraltar dreef de vloot te ver de Atlantische Oceaan op. Toen de wind weer ging liggen kon de vloot weer richting Cádiz varen.
Een Britse vloot onder bevel van admiraal John Jervis was ondertussen vanuit Portugal vertrokken om de Spaanse vloot te onderscheppen. Op 6 februari kreeg de vloot bij Kaap Sint-Vincent versterkingen van 5 linieschepen. Door de dikke mist kon het fregat Minerve (onder bevel van Horatio Nelson) vijf dagen later, op 11 februari, de Spaanse vloot passeren zonder gezien te worden. Op de 13e voegde Nelson zich bij de Britse vloot en gaf de positie van de Spaanse vloot door aan Jervis op het vlaggenschip Victory.
Hoewel Jervis geen idee had hoe groot de Spaanse vloot was, zette hij onmiddellijk zeil om de Spanjaarden te onderscheppen. In de ochtend van 14 februari bevond de Britse vloot zich vlak bij de Spaanse vloot en in positie om de Spanjaarden aan te vallen.

## Verloop
Toen de zon opging werd het duidelijk dat de Spanjaarden hun vloot in twee kolommen hadden opgedeeld, een kolom van 18 schepen aan loefzijde van de Britten en een kolom van ongeveer 9 schepen aan lijzijde. Rond half 11 's ochtends begon de kleinere Spaanse kolom naar bakboord te draaien Hierop gaf Jervis bevel om in een enkele linie in een zuidwaartse richting te varen, tussen de twee Spaanse kolommen door, waardoor de Britten met minimaal gevaar op beide kolommen konden vuren.
De grotere Spaanse linie zeilde langs de Britse kolom en voer verder in noordoostelijke richting. Om te voorkomen dat ze zouden ontsnappen naar Cádiz gaf Jervis bevel om te draaien en de Spanjaarden te achtervolgen. De kleinere Spaanse groep probeerde hierop de Britse linie te doorbreken.
Nelson, met zijn schip de Captain, was nu in de achterhoede van de Britse linie. Hij negeerde de bevelen van admiraal Jervis en gaf rond 1 uur 's middags bevel om zijn schip uit de linie te halen en de kleinere Spaanse groep aan te vallen. De Captain kwam onder vuur van zes Spaanse schepen, waaronder het Spaanse vlaggenschip, Santísima Trinidad – met 130 kanonnen het grootste oorlogsschip ter wereld. Gelukkig kreeg de Captain steun van de Culloden en een ander schip, de Excellent, die Jervis had gestuurd om Nelson te hulp te schieten.
De Excellent viel de San Ysidro aan, die zich rond 3 uur overgaf, waarna de Excellent en Diadem gezamenlijk de Salvator del Mundo aanvielen. Toen ook het vlaggenschip Victory dichtbij genoeg kwam om de Salvator del Mundo aan te vallen, gaf het schip zich over.
Nelsons schip Captain was nu zwaar beschadigd en had haar stuurwiel en grote mast verloren. Het enige wat Nelson nog kon doen was het Spaanse schip San Nicolás, dat tegen de zwaar beschadigde San José aan was gevaren, te enteren. Na het schip ingenomen te hebben sprongen de Britten over op de San José, dat zich ook overgaf.
Het Spaanse vlaggenschip Santísima Trinidad was inmiddels ook zwaar beschadigd en streek haar vlag als signaal dat ze zich overgaf. Twee Spaanse schepen die pas laat de zeeslag bereikten, de Pelayo en San Pablo, vielen de Excellent en Diadem aan, en de kapitein van de Pelayo waarschuwde de Santísima Trinidad dat ze haar vlag weer moest hijsen of anders als een vijandig schip beschouwd zou worden. Het Spaanse vlaggenschip hees haar vlag weer en lukte het rond 4 uur te ontsnappen van de Britten. Rond half vijf was de zeeslag grotendeels over. De enige gevechten waren tussen de Britannia en Orion en de Spaanse schepen die de aftocht van de Santísima Trinidad dekten.
In totaal had de zeeslag 73 doden en 227 gewonden aan Britse kant gekost. Aan Spaanse zijde waren de verliezen veel zwaarder. Alleen al op de San Nicolás vielen er 144 doden.

## Nasleep
Door de Britse overwinning kwam de Spaanse vloot tot de Vrede van Amiens in 1802 de haven van Cádiz niet uit, omdat ze daar door de Britse vloot geblokkeerd werd. Hierdoor was de geplande Frans-Spaanse invasie van Groot-Brittannië van de baan. Ook hadden de Britten controle over de Middellandse Zee, waardoor Nelson een jaar later de Franse vloot kon verslaan in de Slag bij de Nijl.
Toch was de Spaanse vloot niet definitief uitgeschakeld; de Spanjaarden hadden maar vier schepen in de zeeslag verloren. Acht jaar later, in 1805, deelde Nelson wel de genadeslag uit aan de Spaans-Franse vloot in de Zeeslag bij Trafalgar. Het betekende het einde van Spanje als ooit zo machtige zeemacht. In de decennia hierna zou het grote Spaanse koloniale rijk snel uiteenvallen.
De zeeslag bij Kaap Sint-Vincent wordt afgebeeld op een van de vier bronzen reliëfs onderaan Nelson's Column in Londen.
Nederlanden: Marquain · Rijsel (1792) · Jemappes · Namen (1792) · Maastricht (1793) · Breda · Aldenhoven (1793) · Neerwinden · Raimes · Famars · Aarlen · Valencijn · Duinkerke · Hondschote · Menen ·  Wattignies · Moeskroen · Tourcoing · Doornik · Erquelinnes · Gosselies · Ieper · Hooglede · Fleurus · Boxtel · Sprimont · Maastricht (1794) · 's-Hertogenbosch · Aldenhoven (1794) · Puiflijk · Nijmegen · Luxemburg · Den Helder · Camperduin

Rijnfront: Verdun · Thionville · Valmy · Mainz (1792) · Mainz (1793) · Vogezen/Tripstadt · Mainz (1795) · Amberg · Würzburg

Italiaans front: Genua · Hyères · Rovereto · Bassano · Montenotte · Dego · Lodi · Arcole · Rivoli

Overige fronten (Vendée, Spanje): Fontenay-le-Comte · Toulon · Cholet · Luçon · Truillas · Boulou · San Lorenzo · Santa Cruz · Kaap Sint-Vincent
West-Indië: Guadeloupe · Martinique